# عطر: قصه یک آدمکش (فیلم)
عطر: قصه یک آدمکش (به انگلیسی: Perfume: The Story of a Murderer) نام فیلمی فانتزی مهیج است به کارگردانی تام تیکور که بر اساس رمان پرفیوم به قلم پاتریک زوسکیند، نویسنده آلمانی در سال ۱۹۸۵ ساخته شده‌است. در این فیلم بازیگرانی همچون بن ویشاو، داستین هافمن، آلن ریکمن و ریچل هارد-وود ایفای نقش کرده‌اند. عطر: قصه یک آدمکش در ۱۴ سپتامبر ۲۰۰۶ در آلمان به نمایش در آمد و سپس در ۲۷ دسامبر ۲۰۰۶ در ایالات متحده اکران شد.

## داستان
داستان فیلم در فرانسه و در آغاز دوره مدرن روایت می‌شود. ژان باپتیست گرونویل که در میان گنداب‌های پاریس قرن هیجدهم به دنیا آمده، شامه‌ای بسیار تیز و غیرعادی دارد. او دنیا و هرچه در آن است را از طریق شامه خود می‌شناسد. او که بلافاصله پس از تولد مادر خود را از دست داده، در کنار کودکان سر راهی بزرگ شده و در نوجوانی به دباغی خشن فروخته می‌شود. آشنایی ژان باتیست با دختری زیبا و کشتن وی باعث می‌شود تا وی برای یادگیری فنون حفظ بو خود را به عطرسازی مشهور به نام بالدینی نزدیک کند. بالدینی او را از دباغ می‌خرد، چون به شامه وی برای ساخت عطرهای تازه نیاز دارد. اما بعد از مدتی کوتاه که برای بالدینی موفقیت دوباره و پول به همراه دارد، ژان باتیست از یافتن آنچه که به دنبالش بوده ناامید شده و بالدینی را ترک می‌کند. بالدینی نیز مانند زنی که او را بزرگ کرده و دباغ خشن، بعد از رفتن ژان باتیست بر اثر سانحه‌ای جان خود را از دست می‌دهد. ژان باتیست که برای حفظ رایحه‌های مورد نظرش حاضر به انجام هر کاری، حتی جنایت است، پس از استخدام در کارگاه گلاب‌گیری راهی برای حفظ بوی خوش بدن زنان یافت و شروع به شکار زن‌ها و استخراج رایحه خوش تن آنان می‌کند.